# Шрамченко Микола
Мико́ла Шра́мченко (1909, Чернігів — 29 вересня 1968, Вашингтон) — український художник і педагог.

## Біографія
Народився 1909 року в місті Чернігові (нині Україна). 1933 року закінчив Київський художній інститут, де навчався у класі Михайла Бойчука.
Під час німецько-радянської війни опинився за межами батьківщини, мешкав у Німеччині. З 1949 року — у Сполучених Штатах Америки, де оселився у Вашингтоні. Швидко долучився до американського мистецького життя, став членом Асоціації акварелістів, Американської федерації мистецтв і Вашингтонської гільдії митців. У Вашингтоні вів власну мистецьку школу, а з 1955 року — професор малярства і декан в Національній академії мистецтв.
Помер 29 вересня 1968 року у Вашингтоні. Похований у Вашингтоні на цвинтарі Рок-Крік (сектор № 5; 38°57′00″ пн. ш. 77°00′33.2″ зх. д. / 38.95000° пн. ш. 77.009222° зх. д.).

## Творчість
Працював у галузях станкового живопису, станкової і книжкової графіки. У реалістичному, згодом експресіоністичному стилях писав портрети, твори релігійного жанру. Серед робіт:
- портрети «Жіночий портрет», «Жіночий портрет у національному одязі», «Портрет С. Д.», «Стара жінка», «Олекса Повстенко», «Портрет Євгена Маланюка» (1945, полотно, олія), «Портрет генерала Михайла Омеляновича-Павленка» (1945, олівець), «Портрет Уаласа Самчука», «Портрет старої пані»[4], «Портрет професора Бориса Шершевицького» (1948)[5];
- релігійні твори «Пісня пісень», «Усікновення голови Йоана Хрестителя», «Пантократор»[6];
- великі серії зображень страхіть радянського режиму: «Блудний син», «Влада темряви», «Месія»[2];

Автор ілюстрацій до Біблії, до видань Державного департаменту про злочин НКВС в Катині.
Брав участь у виставках в Радянській Україні; у 1947—1948 роках виставлявся у Німеччині.